# B, la película
B, la película es una película del 2015 dirigida por David Ilundáin y protagonizada por Pedro Casablanc y Manolo Solo. Se trata de un drama judicial basado en hechos reales, aunque su guion es tan fiel a la realidad que podría estar más cercano al documental que a la ficción.

## Sinopsis
El 15 de julio de 2013, Luis Bárcenas (Pedro Casablanc), exgerente y extesorero del Partido Popular, es trasladado desde prisión a la Audiencia Nacional para declarar ante el juez Pablo Ruz (Manolo Solo). Meses antes, dos diarios españoles habían hecho público un escándalo que afectaba tanto a Bárcenas como a su partido, actualmente en el gobierno. Por un lado, se acusaba a altos cargos del partido de haber estado recibiendo sobres con sobresueldos en dinero negro. Por otro lado, se afirmaba que el extesorero llevaba una contabilidad en B de su partido, y se publicaban las supuestas anotaciones contables que comprometían a numerosos políticos y empresarios. El escándalo fue bautizado por la prensa como caso Bárcenas. Hasta entonces, Bárcenas había negado la veracidad de dichas publicaciones; pero en esta declaración, el acusado decide cambiar su versión.
La película se desarrolla íntegramente en una sala del Juzgado Central de Instrucción n.º 5 y relata la declaración de Luis Bárcenas ante el juez, así como sus respuestas ante las preguntas de los letrados.

## Elenco y reparto
- Pedro Casablanc - Luis Bárcenas
- Manolo Solo - Pablo Ruz
- Pedro Civera - Javier Gómez de Liaño
- Eduardo Recabarren - Gonzalo Boyen
- Patxi Freytez - Enrique Santiago
- Celia Castro - María Dolores Márquez de Prado
- Enric Benavent - José Mariano Benítez de Lugo
- Ramón Ibarra Robles - Miguel Durán
- Jorge Pobes - Oficial

## Producción

### Guion
El guion es una adaptación de Jordi Casanovas para una obra teatral dirigida por Alberto San Juan y protagonizada por los mismos actores que la película, en sus respectivos papeles. Para escribirlo, el guionista partió de la transcripción literal del texto de la comparecencia, acotó su duración y cambió el orden de algunos fragmentos, pero manteniendo el texto íntegro.

### Financiación
El director asegura que para esta, su ópera prima, no recibió subvenciones de ninguna televisión. No obstante, a través de una campaña de micromecenazgo (crowdfunding) en la que participaron 597 personas consiguió recaudar cerca de 56 000 €.

## Recepción
Tras un preestreno en Pamplona (ciudad de nacimiento del director), la película se estrenó oficialmente en España el 18 de septiembre de 2015. No tuvo gran aceptación por parte de las salas, llegando a distribuirse solamente 16 copias de B, la película en todo el país la primera semana, alcanzando 40 en total. Sin embargo, pese a tratar un tema polémico que podría afectar al partido en el gobierno, Ilundáin aclaró que ni él ni las salas habían recibido presiones ni amenazas para frenar el proyecto. No obstante, algunos medios vertieron la acusación sobre la televisión pública estatal TVE de intentar omitir en sus informativos la noticia del estreno de la película. Según estas informaciones, que la cadena negó, solo la presión del Consejo de Informativos de TVE logró a última hora evitar la «censura».
El 3 de octubre de 2015, B, la película se estrenó en Francia dentro de Cinespaña, festival de cine español de Toulouse.

### Crítica
La película recibió críticas positivas, siendo Pedro Casablanc y Manolo Solo alabados por sus respectivas interpretaciones. Javier Cortijo, en Cinemanía, describe la película como «un tour de force árido pero intenso, cinematográficamente austero pero democráticamente frondoso y rico en detalles» . El País resalta especialmente «la desbordada expresividad de Pedro Casablanc (Bárcenas) y la tensa contención de Manolo Solo (Ruz), fuego y hielo en un pulso dialéctico que funciona como punta de iceberg de un patológico estado de la cuestión». La revista Metrópoli destaca el duelo entre ambos: «Pedro Casablanc lo borda como Bárcenas al clavar su cinismo, desprecio, resentimiento y resignación, frente a Manuel Solo, como el juez Ruz, a la altura de las circunstancias».

## Palmarés
30ª edición de los Premios Goya
| Categoría                                   | Nominados       | Resultado |
| ------------------------------------------- | --------------- | --------- |
| Mejor interpretación masculina protagonista | Pedro Casablanc | Nominado  |
| Mejor interpretación masculina de reparto   | Manolo Solo     | Nominado  |
| Mejor guion adaptado                        | David Ilundain  | Nominado  |

3ª edición de los Premios Feroz
| Categoría                | Persona               | Resultado |
| ------------------------ | --------------------- | --------- |
| Mejor actor protagonista | Pedro Casablanc       | Nominado  |
| Premio Feroz Especial    | Premio Feroz Especial | Ganadora  |

21.ª edición Premio Cinematográfico José María Forqué
| Categoría                      | Nominados       | Resultado |
| ------------------------------ | --------------- | --------- |
| Mejor interpretación masculina | Pedro Casablanc | Nominado  |

71.ª edición de los premios del Círculo de Escritores Cinematográficos
| Categoría              | Nominados       | Resultado |
| ---------------------- | --------------- | --------- |
| Mejor actor            | Pedro Casablanc | Nominado  |
| Mejor actor secundario | Manolo Solo     | Nominado  |
| Mejor guion adaptado   | David Ilundain  | Nominado  |

60.ª edición de los Premios Sant Jordi
| Categoría           | Persona         | Resultado |
| ------------------- | --------------- | --------- |
| Mejor actor español | Pedro Casablanc | Ganador   |

Premio ASECAN 2016 (Asociación de Escritoras y Escritores Cinematográficos de Andalucía)
| Categoría                                       | Nominados                                         | Resultado |
| ----------------------------------------------- | ------------------------------------------------- | --------- |
| Mejor película española sin producción andaluza | Mejor película española sin producción andaluza   | Nominada  |
| Mejor interpretación masculina                  | Pedro Casablanc Manolo Solo (nominación conjunta) | Ganadores |